# Río Baker
Río Baker är en flod  i Chile.   Den ligger i regionen Región de Aisén, i den södra delen av landet, 1 600 km söder om huvudstaden Santiago de Chile. Flodens källa är Lago Bertrand och den rinner  längs östra sidan av norra patagonska isfältet och mynnar ut i Stilla havet via Bakerfjorden, nära staden Caleta Tortel. Rio Baker bildar där ett delta som består av två stora armar, där bara den nordligaste är farbar. Flodens karaktäristiska turkosblå färg beror på sedimentsavlagring från glaciärer.

## Omgivning och klimat
I omgivningarna runt Río Baker växer i huvudsak blandskog. Trakten runt Río Baker är nära nog obefolkad, med mindre än två invånare per kvadratkilometer.